# 毛柱杜鹃
毛柱杜鹃（学名：Rhododendron venator）为杜鹃花科杜鹃花属下的一个种。

## 扩展阅读
維基物種上的相關：毛柱杜鹃